# Buntmacher

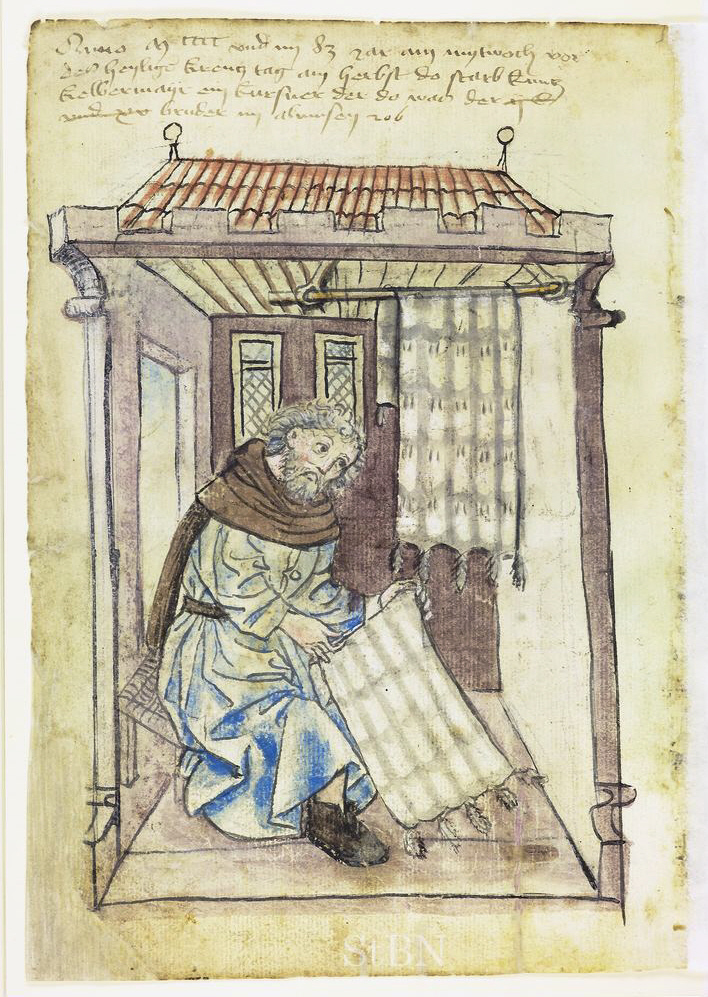
Der Nürnberger Kürschner Kunz Kälbermayr arbeitet an einem Fehwammenfutter	(1483)

Buntmacher (auch Buntwerker oder Buntfutterer bzw. Buntfoderer) ist eine altdeutsche Bezeichnung für einen Kürschner, der überwiegend nicht einheimische Felle verarbeitet. Bei der im Mittelalter häufigen Spezialisierung gab es oft in einer Stadt verschiedene Gruppen von Kürschnern. Die Hamburger Buntmacher verarbeiteten hauptsächlich fremdes Pelzwerk, den Pelzern war die Verarbeitung der hiesigen Felle vorbehalten.
Bunt war im mittelhochdeutschen das schwarzgefleckte Pelzwerk auf weißem Grund mit Buntwerk, das sind das Hermelinfell und das Fell des Eichhörnchens, das Feh. Sprach man von bunten Fellen, Buntwerk oder Buntgrau, so war das Fehfell gemeint. Die Begriffe finden sich noch als Bontwerker in den Niederlanden, buntmakare (inzwischen ebenfalls veraltet, jetzt Körsnär) in Schweden und Buntmaker in Dänemark sowie Norwegen für den Beruf des Kürschners.